# Чабдаров, Ибрагим Базаевич
Ибрагим Базаевич Чабдаров (карач.-балк. Чабдарланы Базайны жашы Ибрагим; 16 (29) декабря 1916 года, Эль-Хулам, Терская область — 10 апреля 1987, Нальчик, КБАССР) — летчик-испытатель 1-го класса, заслуженный лётчик-испытатель СССР (20.09.1967), старший лейтенант Советской Армии, участник Великой Отечественной войны.

## Биография

### До войны
- 1935 — окончил 3 курса Нальчикского педагогического техникума.
- С августа 1936 г. — в армии.
- 1937 — окончил Луганскую ВАШЛ. Служил в строевых частях ВВС (штурмовая и истребительная авиация).

### Участие в Великой Отечественной войне
Совершил 219 боевых вылетов на Як-1 и Ла-5, провёл 51 воздушный бой, в которых сбил лично 3 и в составе группы 3 самолёта противника. 
- июль 1941 — апрель 1942 — командир звена 123-го истребительного авиационного полка (ПВО г. Москвы)
- в апреле-июне 1942 г. — заместитель командира авиаэскадрильи 425-го истребительного авиационного полка (Волховский фронт)
- с июля 1942 г. — командир звена 2-го гвардейского истребительного авиационного полка (Волховский фронт)
- до августа 1943 г. — командир звена 181-го истребительного авиационного полка (Калининский, Сталинградский, Южный и Северо-Кавказский фронты).
- август 1943 — 1944 — лётчик 2-го запасного авиационного полка.
- с 1944 г. — заместитель командира авиаэскадрильи 20-го запасного авиационного полка.

### Послевоенные годы
- С марта 1946 г. — в запасе.
- 1949 — окончил курсы при Школе лётчиков-испытателей.
- 1946 — 1950 — лётчик-испытатель авиазавода №21, г.Горький: где испытывал серийные Ла-9, Ла-11, Ла-15, МиГ-15.
- 1950—195(?) (в 1952 ещё был) — лётчик-испытатель авиазавода №126, г. Комсомольск-на-Амуре: испытывал серийные МиГ-15.
- 1953 — лётчик-испытатель ОКБ Г.И.Бакшаева. Поднял в небо (15.05.1953) и начал испытания планера-мишени ПМ-3 (за самолётом Як-11).
- 195(?) — март 1956 — лётчик-испытатель авиазавода №21, г. Горький: испытывал серийные МиГ-17, МиГ-19 и их модификации.
- Март 1956 — 1971 — лётчик-испытатель Тбилисского авиазавода: испытывал серийные МиГ-17 (1956—19(??)), МиГ-21У, МиГ-21УС и их модификации.

После ухода с лётной работы жил в городе Нальчик, Кабардино-Балкарская АССР.Умер 10 апреля 1987г. Похоронен в селе Белая речка(в черте Нальчика).

## Награды
- Орден Отечественной войны 2-й степени (1985)
- Орден Красной Звезды (1966)
- Медали.